# 風谷南友
風谷 南友（かぜたに なゆ）は、日本の女優、声優、ナレーター。ワジャ・ネクスト 所属。第12代ミス小野小町グランプリ。

## 人物
特技は歌唱、アクション、殺陣、英会話、抜刀道、テニス・水泳などスポーツ全般。
趣味は日本舞踊、ピアノ、料理、写真、映画鑑賞。
Instagramフォロワー数12万人以上。

## 受賞歴
- 第12回「ミス小野小町」グランプリ受賞 (2017年)

## 出演

### 映画
- 氷川丸ものがたり (2015年8月22日、長編アニメーション作品 大賀俊二監督) - 平山光恵 役
- 我王伝（2018年1月31日、土持幸三監督） - 長井由紀 役
- おみおくり（2018年3月24日、伊藤秀裕監督） - 大下葵 役
- Back Street Girls-ゴクドルズ（2018年2月、原桂之介監督） - レポーター 役
- L♡DKひとつ屋根の下、「スキ」がふたつ。（2019年3月21日、川村泰祐監督） - 三枝詩織 役
- デコチン DECO-CHIN（2025年4月26日、島田角栄監督）[1]

### テレビドラマ
- デリバリーお姉さんNEO 第2話（2017年5月、tvk / GYAO!） - 楠井絵里奈 役

### 舞台
- Inner World Evolution (2016年5月-6月) - ジュリエット 役
- 朗読劇「よみかたり」 (2017年7月)
- MITAKAマンガアニメ祭り（2017年11月）- 主演・ボッチ 役
- 12人の怒れる奴ら (2018年1月) - 主演・陪審員8号 役
- Alexandrite Stage Produce「Three Kingdoms〜呉国編〜」（2020年7月8日 - 12日、新宿村LIVE） - 小喬 役（片山陽加とのダブルキャスト）[2]
- Alexandrite Stage「G7」（2022年8月17日 - 21日、三越劇場）[3]
- Alexandrite Stage Produce「CHICACO 2024」Episode1（2024年3月29日 - 4月14日、中目黒キンケロ・シアター 他） - 相葉香織 役[4][5]

### CM
- リクルート「料理サプリ」（2016年）
- Carat「Red lamentation」- ナレーション（2016年）
- エンゼルホーム「ママゼル」（2016年）
- NTTぷらら 「ひかりTV どこでも」- ナレーション（2016年）
- グライド・エンタープライズ 「LULULUN」/インスタ小説「通信ガ出来ない8月」（2017年10月-）
- 四日市市PR映像「必見　四日市」（2018年） - ヒロイン町娘 役
- QNAP「Avatta」（2018年）

#### デジタルサイネージ
- AMATO RECORDS 福流縁 • 卍LINE( 窪塚洋介 ) (2017年)
- 東京ガールズコレクション (2017年)
- 本気TIME  (2017年-) - レギュラー出演/ナレーション

### ミュージックビデオ
- 冴木杏奈『明日の愛』(2015年)
- Shiggy Jr.×やすだちひろ『LISTEN TO THE MUSIC（ALL ABOUT POP ver.）』(2016年)
- H ZETT M『嬉しさを抱きしめて』(2017年)

### テレビ番組

#### レギュラー番組
- モデルプレス NEWS&TALK（2015年12月 - 2016年6月、ひかりTV） - メインキャスター
- ナナイロ〜SATURDAY〜（2016年6月-2016年12月、ひかりTV） - メインキャスター

#### SPOT
- モデルプレス TVー6時間SP〜出演者が選ぶ！泣ける映画ベスト30発表会〜(2016年、ひかりTV)
- ナナイロsp〜トレンドシューズ当てます選手権〜] (2016年、出演 / ナレーション、ひかりTV)
- ナナイロ〜THURSDAY〜映画ちはやふるSP!!(2016年、ひかりTV)
- ビリヤード８(2016年、tvk )
- モデルプレスNEWS〜東京ガールズコレクション取材篇〜 （2016年、ひかりTV） - リポーター

### インターネットテレビ
- 川・風・Dの音楽は脇役で光り輝く（2017年4月-、 1000人TV YouTubeLIVE）- レギュラー

### ラジオ
- 「杏奈カフェ」（2016年、ミュージックバード）
- 「時間です！古田編集長」（2016年 - 2018年、ラジオ関西）
- 「何かと募集中」（2018年10月 - 途中卒業、かつしかFM）
- 「森田健作 青春もぎたて朝一番！」（2021年4月11日 - 、NACK5）

### イベント
- はねず踊りと今様（2017年3月、京都 随心院）
- 日中国交正常化周年日中友好書道展「つなぐ」(2017年7月)
- 京都鴨川納涼祭「京の七夕」(2017年8月)
- 京都南署一日広報官(2017年8月)
- Kpopダンスイベント (2017年11月) - MC
- 香港メディア向け山形居合神社抜刀イベント(2017年12月)